# 布里丹之驴
布里丹之驴是一以14世纪法国哲学家布里丹名字命名的悖论，其表述如下，一只完全理性的驴恰处于两堆等量等质的干草的中间将会饿死，因为牠不能对究竟该吃哪一堆干草作出任何理性的决定。
然而，该悖论并非布里丹首先提出。亚里士多德在《論天》中第一次发现了该悖论，他问道面对两块相同诱人的肉，狗该如何作出理性的选择。布里丹并没有讨论这个问题，但该问题与其思想相关，布里丹借此提倡道德决定论：除了无知和存在阻碍以外，人在面对可选择的行为路线时，总是必然选择更大的善。布里丹承认意志可能会搁置选择，以便更全面地评估选择结果的可能结果。后世的著作家讽刺面对两堆一样称心如意且可吃到的干草时，驴却会因思考如何决定而必然饿死的观点。
该悖论出现的另一个背景是企图为信仰作辩护。这一论证是，就像挨饿的驴，我们必须作出非理性的选择以避免陷于无尽的怀疑。而典型的反对意见认为，该悖论犯了稻草人谬误，其中描述的理性能力过于狭隘，而事实上理性允许跳出怪圈进行思考。换言之，承认两个选择都相同的善并且随意选择一个而免于饿死，这完全是合乎理性的。此外还存在其他一些反对意见。